# لوانا ليرا
لوانا واندرلي موريرا ليرا (مواليد 5 مارس 1996) لاعبة غطس برازيلية. مثّلت البرازيل في بطولة العالم للرياضات المائية في أعوام 2015، 2017، 2019، 2022، و2024. كما مثّلت البرازيل في دورة الألعاب الأولمبية الصيفية 2020 في طوكيو، اليابان. تنافست في مسابقة القفز من منصة متحركة من ارتفاع 3 أمتار للسيدات.
في عام 2019، فازت بالميدالية الفضية في مسابقة فرق السيدات في دورة الألعاب العسكرية العالمية التي أقيمت في ووهان، الصين. كما شاركت في كأس العالم للغطس 2021 للاتحاد الدولي للسباحة.